# 알렉산드르 말레틴
알렉산드르 이바노비치 말레틴(러시아어: Алекса́ндр Ива́нович Мале́тин, 1975년 2월 6일~)은 러시아의 권투 선수, 체육행정인으로 2000년 하계 올림픽 남자 라이트급에서 동메달을 획득했다. 또한 세계 선수권 대회에서 금메달 1개, 은메달 1개, 동메달 1개를 획득했고 유럽 선수권 대회에서 금메달 3개를 획득했다.